# Conostegia bigibbosa
Conostegia bigibbosa är en tvåhjärtbladig växtart som beskrevs av Célestin Alfred Cogniaux. Conostegia bigibbosa ingår i släktet Conostegia och familjen Melastomataceae.
Artens utbredningsområde är Costa Rica. Inga underarter finns listade i Catalogue of Life.